# Ed Stasium
Ed Stasium (New Jersey, 1945) è un musicista, produttore discografico e tecnico del suono statunitense, ha collaborato con gruppi quali Ramones, Motörhead, Talking Heads, The Smithereens e Living Colour.

## Carriera
Originario del New Jersey, ha frequentato la School Of Visual Arts di Manhattan e ha suonato in un gruppo chiamato Brandywine, con cui ha inciso un album. La sua carriera come tecnico del suono si è sviluppata lavorando per diversi studi di registrazione tra il New Jersey, il Québec e New York.
Nel 1977, ha partecipato alla registrazione, in qualità di tecnico del suono, degli album Leave Home dei Ramones e Talking Heads: 77 dei Talking Heads.
La sua carriera di produttore è iniziata nel 1978 con i Ramones con l'uscita di Road to Ruin, seguito a breve da It's Alive e dalla colonna sonora del film Rock 'n' Roll High School.

## Discografia parziale[2]
- Ramones

Leave Home (1977) - tecnico del suono
Rocket to Russia (1977) - tecnico del suono
Road to Ruin (1978) - produttore
It's Alive (1979) - produttore
Rock 'n' Roll High School (1979) - produttore
End of the Century (1980) - produttore
Too Tough to Die (1984) - produttore
Mondo Bizarro (1992) - produttore
Greatest Hits Live (1996) - produttore
- Joey Ramone

...Ya Know? (2012) - produttore
- Talking Heads

Talking Heads: 77 (1977) - tecnico del suono
More Songs About Buildings and Food (1978) - tecnico del suono
The Name of This Band Is Talking Heads (1982) - tecnico del suono
- Motörhead

1916 (1991) - produttore
- The Smithereens

Beauty and Sadness (1983) - tecnico del suono
11 (1989) - produttore
Blow Up (1991) - produttore
- Mick Jagger

Primitive Cool (1987) - tecnico del suono
- Joan Jett and the Blackhearts

Pure and Simple (1994) - produttore
- Living Colour

Vivid (1988) - produttore
Time's Up (1990) - produttore
Biscuits (1991) - produttore
- Freddie Mercury

Living on My Own (1985) - tecnico del suono